# پرنده‌کش

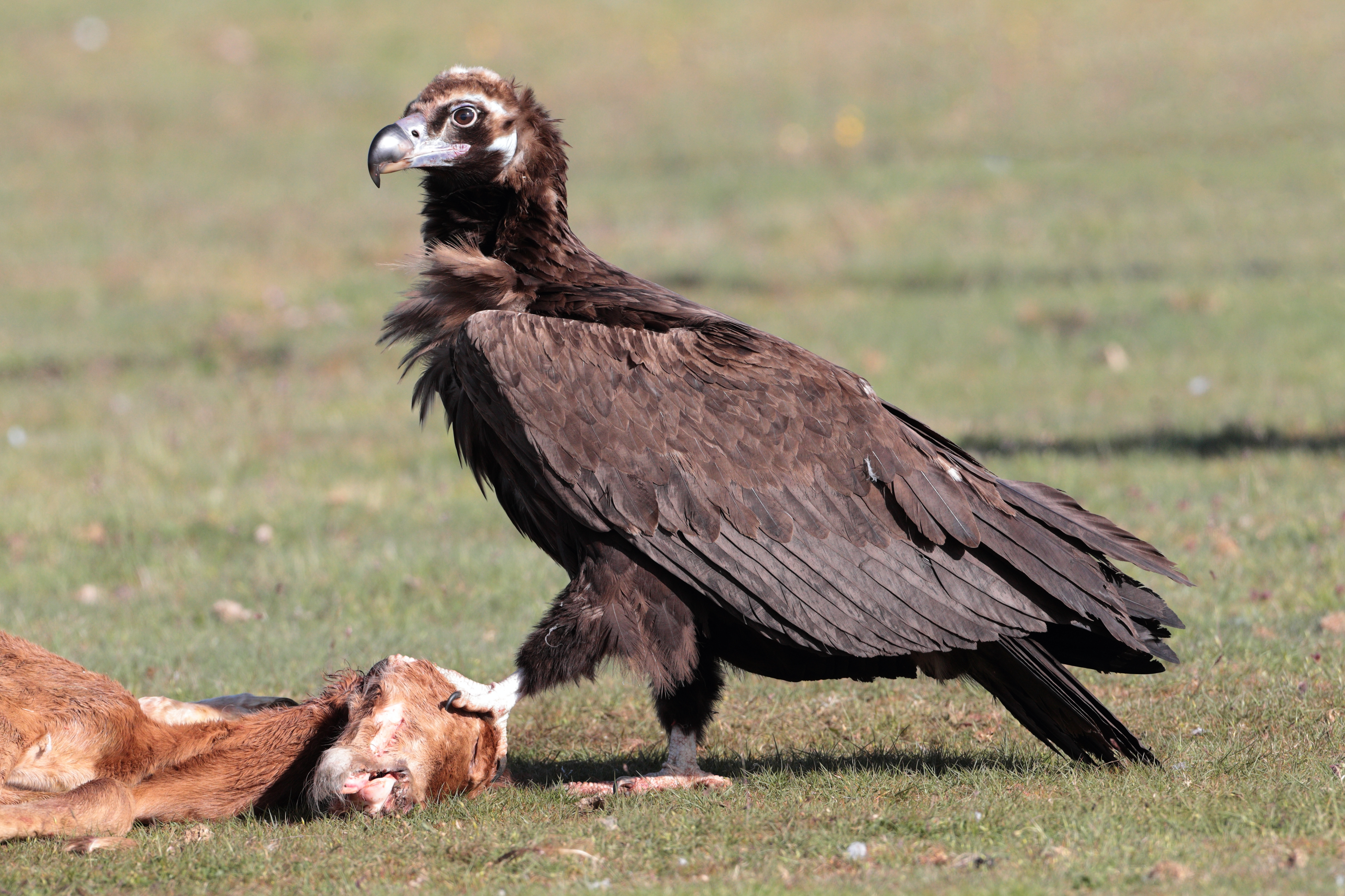
پرندگان شکاری بیشترین آسیب را می‌بینند زیرا در بالای زنجیره غذایی قرار دارند و سموم در بدن آن‌ها انباشته می‌شوند.

یک پرنده‌کش (به انگلیسی: Avicide) (به‌طور معمول یک ماده شیمیایی) است که برای کشتن پرندگان استفاده می‌شود.
داروهای رایج مورد استفاده عبارتند از استریکنین (همچنین به عنوان جونده‌کش و شکاری‌کش استفاده می‌شود)، استارلیساید (۳-کلرو-۴-متیلانیلین هیدروکلراید، استارلیساید) و CPTH (3-کلرو-p-تولویدین، پایه آزاد استارلیساید)، آویترول (۴). آمینوپیریدین) و کلرالوز (همچنین به عنوان جونده‌کش به کار می‌رود). در گذشته، فرمولاسیون بسیار غلیظ پاراتیون در روغن دیزل توسط هواپیما بر روی کلنی‌های لانه پرندگان اسپری می‌شد.
پرنده‌کش‌ها در بسیاری از کشورها به دلیل تأثیرهای زیست‌محیطی آنها ممنوع است، که در مورد آن مطالعه ضعیفی انجام شده‌است. آنها هنوز در ایالات متحده، کانادا، استرالیا و نیوزلند استفاده می‌شوند. این عمل مورد انتقاد حامیان حقوق جانوران و کسانی است که پرندگان را با تفنگ و تله می‌کشند. کبوتربازان گاهی پرندگان شکاری مشکل‌ساز را مسموم می‌کنند، حتی در کشورهایی مانند روسیه و اوکراین که کاربرد پرنده‌کش غیرقانونی است.